# Fehér István (újságíró)
Fehér István (Kaposvár, 1940. május 14. –) agrárújságíró, okleveles mezőgazdasági gépészmérnök (1976).

## Életpályája
Dél-Somogyban, a Nagyatádi járásban egykor létezett Kuntelep községben földműveléssel foglalkozó, hét gyermekes kisparaszti család gyermekeként született. Fiatalon megízlelte a mezőgazdasági és erdészeti munka szépségét, nehézségét és fontosságát. Általános iskolai tanulmányait helyben 1954-ben végezte, míg középiskolai tanulmányait – technikusi oklevél megszerzésével – a Mezőtúri Mezőgazdasági Gépész Technikumban folytatta 1958-62 között. Okleveles gépészmérnöki diplomáját a Gödöllői Agrártudományi Egyetem (ma Szent István Egyetem) Mezőgazdasági Gépészmérnöki Karán 1976-ban kapta meg. Az újságíró iskolát 1965-66-ban végezte el.
A családi birtok tsz.-esítése, illetve szülei korai halálát követően testvérbátyja, János ösztönzésére és jóvoltából jutott középiskolába, majd ezt befejezve helyezkedett el szakmájában Budapesten. Szinte teljes aktív korában a gazdasági-, az agrár-szakújságírást művelte. Mindennek előzménye, hogy diákkorában hírei, tudósításai jelentek meg a Somogyi Néplapban, a Magyar Ifjúságban és a Szolnok megyei Néplapban, valamint – agrárszakmai cégek alkalmazottjaként – a Népszavában és a Mezőgazdasági Technikában.
A technikusi oklevél megszerzését követően, 1962-ben—az akkoriban kötelező féléves üzemi gyakorlatát—első munkahelyén a Budapest-albertfalvai kombájngyárban, az Első Magyar Gazdasági Gépgyárban (EMAG) töltötte le, ahol a gyártósoron lakatos munkát végzett, majd a szerszám-szerkesztésben dolgozott. Rövid ideig az EMAG telephelyén lévő Csepel Vas- és Fémművek Híradástechnikai Gépgyárába (HTG) került áthelyezéssel.
Hivatásos újságírói pályája 1964-ben kezdődött, amikor a Magyar Mezőgazdaság munkatársa lett, s szakíróként a lap szerkesztőségének első, kizárólag agrárgépészettel foglalkozó munkatársa. 1968-tól 1978-ig a Mezőgazdasági Gépkísérleti Intézet (MGI) szakmai osztályán műszaki ügyintéző, kutató, majd a főigazgatói titkárságon tájékoztatási előadóként, az intézet tudományos munkáját, kutatási eredményeit propagáló sajtóreferenseként szolgált. 1979. január 1-től 1985-ig a Pest megyei Hírlap újságírója volt. 1985. szeptember 1-től rövid ideig  a Magyar Mezőgazdasági Múzeum géptörténeti osztályának muzeológusa.
1986-tól 1990-ig a Magyar Távirati Iroda (MTI) belgazdasági szakújságírója, ezt követően a Pesti Hírlap munkatársa, majd gazdasági rovatvezető-helyettese. 1992-ben az Üzlet Napról Napra szerkesztőségének újságírója lett, illetve hírszerkesztője a Magyar Televízió Falutévé Szerkesztőségének. 1993-tól 2001-ig, nyugdíjba vonulásáig a Világgazdaság újságírója. Egy cikluson át a MÚOSZ Agrár- és Szövetkezeti Szakosztálya alelnöke volt.

## Magánélete
1981-ben házasságot kötött Bóta Anna Máriával. Két gyermekük született: István (1983) és Árpád (1986).

## Publikációi
Felkérésre, vagy saját témákkal jelentkezve az elmúlt években is rendszeresen publikált a Haszon Agrár Magazinban és a Telepress.hu-n, jelenleg pedig a Vidék Magazin és az Agrárium folyóiratok felkért munkatársa, és több országos élelmiszer-gazdasági, mezőgazdasági orgánumban jelennek meg cikkei.